# Providencia y Santa Catalina Islas
Providencia es un municipio colombiano perteneciente a departamento Archipiélago de San Andrés y Providencia. Fundado durante el siglo XVIII alcanza su estatus como municipio sólo en 1952. Este se encuentra formado por las islas de Providencia y Santa Catalina a una altura media de 12 metros sobre el nivel del mar y una temperatura promedio de 26 grados Celsius, con aproximadamente 4926 habitantes y 18 km² de extensión, constituyéndose en el segundo municipio más pequeño y en el más septentrional del país.

## Demografía
Cambios radicales a través de toda su historia precolombina: Según estudios del Instituto de Genética Humana de la Universidad Javeriana, el siguiente es el censo según el Departamento Administrativo Nacional de Estadística, DANE (Cabrera, 1980, DANE 1993): la Edad Media es de 30 años, en una población total de 3836 personas en todo el municipio. La etnia predominante es la afroantillana (raizal).

## División Político-Administrativa
Además de su Cabecera municipal: Santa Isabel. Providencia tiene los siguientes centros poblados:
- Bottom House (Casa Baja)
- Fresh Water Bay (Aguadulce)
- Rocky Point (Punta Rocosa)
- San Felipe (Lazzy Hill)
- Santa Catalina
- South West Bay (Bahía Suroeste)

La interconexión entre los diferentes sectores se da a través de la única carretera circunvalar que bordea todo el litoral de la isla y por ella se puede dar la vuelta a la isla en una hora.

## Economía
Agricultura, pesca y ecoturismo (este último requerido por visitantes nacionales, especialmente del interior del país, de Centroamérica y el Caribe). La producción municipal es llevada a la capital del departamento (San Andrés).

## Agricultura
Se produce principalmente el coco, pero, también se explota el aguacate, mango, naranja, ñame, yuca, albahaca, cebollin, lechuga, y caña de azúcar. Desafortunadamente, la agricultura en Providencia ha ido decayendo debido a la urbanización.

## Fiestas
Festival folclórico y deportivo de la Vieja Providencia y Santa Catalina (23 de junio), y Fiestas de Navidad y Año Nuevo.

## Acceso
Existen dos formas de llegar a la isla, por aire o por mar. 
Si se elige la vía aérea, los vuelos comerciales que llegan al Aeropuerto El Embrujo, el único de la isla, son Satena o Searca. Ambas empresas vuelan desde la Isla de San Andrés en vuelos muy pequeños de menos de 20 pasajeros. El vuelo desde San Andrés a Providencia es de alrededor de 15 minutos. 
Si se elige la vía marítima, pueden contratarse traslados privados o elegirse el servicio regular del catamarán El Sensation, cuyo viaje dura dos horas y media.

## Estructura organizacional municipal
| Providencia                              | Providencia | Providencia                |
| Departamento                             | Código DANE | Categoría municipal (2023) |
| ---------------------------------------- | ----------- | -------------------------- |
| Archipiélago de San Andrés y Providencia | 88564       | Quinta                     |

- Personería: Es un centro del Ministerio Público de Colombia que ejerce, vigila y hace control sobre la gestión de las alcaldías y entes descentralizados; velan por la promoción y protección de los derechos humanos; vigilan el debido proceso, la conservación del medio ambiente, el patrimonio público y la prestación eficiente de los servicios públicos, garantizando a la ciudadanía la defensa de sus derechos e intereses.

- Concejo Municipal: Es la suprema autoridad política del municipio. En materia administrativa sus atribuciones son de carácter normativo. También le corresponde vigilar y hacer control político a la administración municipal. Se regulan por los reglamentos internos de la corporación en el marco de la Constitución Política Colombiana (artículo 313) y las leyes, en especial la Ley 136 de 1994 y la Ley 1551 de 2012.

Constituido por 7 concejales por un periodo de 4 años.
- Alcaldía Municipal: En esta se encuentra la administración municipal y las entidades descentralizadas del municipio.

El Alcalde se pronuncia mediante decretos y se desempeña como representante legal, judicial y extrajudicial del municipio. El actual Alcalde municipal es Alex Ramírez Nuza (2024-2027), elegido por voto popular.